# 北歐護照聯盟
北歐護照聯盟允許北歐各國公民——冰島、丹麥、挪威、瑞典以及芬蘭——在其他北歐國家自由旅行、居住（格陵蘭島以及斯瓦尔巴群島除外），而無需提供任何旅游證件（例如護照、國民身份證等）或居留證。2001年3月25日起，以上五國都皆成爲申根區的成員國。法羅群島屬於北歐護照聯盟的一部分，但是並沒有加入申根區，而格陵蘭島以及斯瓦尔巴群島則兩者皆沒有加入。然而格陵蘭島對所有的北歐國家都開放邊境，并且允許所有北歐國家的公民進入其境内旅游、定居以及工作，而無需任何護照或其他證件證明。斯瓦尔巴群島則根據斯瓦爾巴條約，亦同樣允許其他北歐國家的公民自由定居或工作，但入境者需出示有效的旅行證件（例如護照），而挪威公民在2022年則仍可以使用駕駛證等其他非旅行證件入境。另外，斯瓦尔巴群島以及格陵蘭島的居民作爲北歐國家公民一員，同樣享有在其他北歐國家定居的自由。
北歐國家公民在其他北歐國家，尤其是旅行時，通常享有與本地人無差異對待。法律並不要求北歐國家公民在入境其他北歐國家時，提供任何證件證明。然而在某些情況下，身份證明依然是需要的——企業提供服務時會要求顧客提供身份證明，如乘搭火車、飛機以及購買酒類時的年齡核查。通常這類情況下，任何個人身份證明都可生效，例如駕駛證。與北歐護照聯盟類似，英國以及愛爾蘭共和國之間的共同旅行區亦允許各自的國民入境對方領土時，無需提供任何身份證明。
根據赫爾辛基條約，北歐國家任何一國公民若到訪本國沒有設立外交代表的非北歐國家或地區，有權向其他北歐國家的外交代表（若有）要求提供同等的領事服務。

## 設立
北歐護照聯盟的設立可以分爲三個階段：1952年，丹麥、挪威、瑞典和芬蘭同意四國公民在區域內旅行時候無需提供護照。1954年7月1日起，四國公民有權在任一協議國自由定居或工作。1966年1月1日起，冰島亦加入自由遷徙計劃。
1957年7月11日，丹麥、挪威、瑞典和芬蘭通過協議，同意廢除所有邊境的護照檢查，非協議國公民從某一北歐國家旅行到另一北歐國家時，亦同樣適用。該協議與1958年5月1日起生效。1965年9月24日起，冰島加入，1966年1月1日起，法羅群島加入。
格陵蘭島和斯瓦尔巴群島至今尚未加入護照聯盟。

## 北歐國家和申根區
1996年12月，非歐盟成員國的挪威和冰島同意簽署《申根公約》。雖然最後《申根條約》並沒有在挪威和冰島生效（因理論上申根公約並不對非歐盟國家開放），但是兩國通過和歐盟的其他類似談判，亦加入了申根區。
2001年3月25日起，《申根既有規範》適用於除法羅群島之外的北歐護照聯盟區域。旅客從法羅群島到達其他申根區國家時（包括北歐國家）需接受嚴格的申根規定，但旅客若從其他北歐國家到訪法羅群島時，則依照護照聯盟的規定繼續保持邊境開放。北歐公民在其護照聯盟內享有比在申根區內更多的權利，譬如移居時面臨更少的文件要求，以及在更寬鬆的入籍條件。由於多數北歐國家的公民都沒有申根區所認可的國民身份證，因此多數人若到訪其他申根區國家，通常被要求使用護照作爲身份證明，但若在北歐護照聯盟內，則駕照就已經足夠。
2001年前，旅客從丹麥乘搭渡船抵達其他北歐國家時需接受完整的海關檢查。2000年7月，松德海峽大橋開通後，丹麥與其他北歐國家終於擁有陸地邊境，故海關檢查亦隨之鬆綁，但所有從丹麥或其他國家出發的行車司機仍需接受旅史詢問。若是芬蘭、瑞典及挪威之間，或是從三國出發抵達丹麥的水陸交通，海關或護照檢查則更加寬鬆，多數時候甚至無需檢查。在申根區成立前，北歐護照聯盟內的飛機旅行需要接受護照和海關檢查，不過北歐公民除護照外，可以提供任何身份證明；在沒有身份證明的情況下，使用北歐語言向工作人員解釋自己的公民身份，並配合機票，通常亦可放行。
2001年3月起，隨着申根區規定生效，機場的護照檢查亦被全面取消。但是機場警察及保安仍有權要求旅客提供身份證明。而在北歐國家內，至少在2015年前，則不實施所有形式的檢查。

## 2015年之後的臨時變化
2015年11月起，爲應對歐洲難民危機，瑞典和挪威重啓所有國際海空檢查。2015年1月4日起，瑞典當局要求所有巴士和火車承運方需在乘客從丹麥跨境到瑞典前，在丹麥邊境內首先檢查乘客身份，同時瑞典方保持邊境控制。但由於申根區規定，禁止任何政府要求陸路交通承運方檢查旅客身份，瑞典當局的規定被廣泛批評；爲了避免由此被歐盟懲罰，瑞典最終在2017年5月4日取消上述對交通承運方的要求。但在邊境上，旅客仍需接受官方的身份檢查，可以提供護照（部分旅客需提供申根簽證）、歐盟/歐洲經濟區的國民身份證，或北歐國家簽發的駕駛證。但其他在北歐國家內被廣泛接受的證件，例如銀行或者瑞典稅局提供的身份證，則不被接受爲跨境文件。
所有在申根區內實施的臨時添加邊境檢查，均需定時向歐盟委員會彙報。 直至2020年11月，由於COVID-19疫情，挪威、丹麥、芬蘭以及瑞典之間開啓了臨時邊境檢查。